# FS ALe 400
Tension : 3 kV CC
Tension : 3 kV CC
Les automotrices FS ALe.400 sont dérivées des FS ALn/ALe.40 de 1936, de confortables et luxueux éléments pouvant accueillir 40 passagers, 17 en 1re et 23 en 2e classe, organisé en modules de six places avec un couloir central avec des dimensions longitudinales des modules généreuses (1,70 m en 1re et 1,62 m en 2e classe). Ces automotrices comportent une zone centrale abritant une cuisine pour assurer un service de repas à la place sur les liaisons rapides longue distance.
Comme de coutume à l'époque, tous les matériels roulants des FS étaient conçus par le bureau d'études des FS qui les a fait construire par la société Breda C.F. de Milan. 9 exemplaires ont été livrés en 1939 et le 10e et dernier exemplaire en 1940. 
Pour régler le problème lié à l'impossibilité de passer d'une voiture à l'autre en raison de l'absence d'intercirculation, contrainte induite par les têtes aérodynamiques, les FS ont décidé, comme ils l'avaient fait avec les unités FS ALe 792/882 transformées en FS ALe 790/880, de faire de même et de créer le groupe restaurant ALe.400 dans une version asymétrique, avec une façade plate avec porte et soufflet pour y adjoindre une ou des remorques avec une tête aérodynamique, typique des rames bloquées des FS depuis les ETR 200, surnommée tête de vipère. C'est ainsi qu'est née l'automotrice électrique FS Ale.400.
Les 10 automotrices électriques FS ALe.400 auraient du, initialement, être immatriculées ALe.40.00xx. Après la fin de la Seconde Guerre mondiale, victimes des bombardements durant la guerre, les ALe.400.003 et 005, trop endommagées pour être reconstruites, ont été détruites. Entre 1949 et 1950, les 4 automotrices ALe.400.001, 006, 008 & 009, aussi endommagées durant la guerre, ont été reconstruites sans la cuisine, offrant ainsi 8 places supplémentaires. Elles ont été ré-immatriculées ALe.480. En 1961, ces 4 automotrices ont été reconfigurées en ALe.400 d'origine.
En 1943, l'automotrice ALe.40.2002 a été ré-immatriculée ALe.402. Elle a été transformée en 1957 pour l'intégrer dans le groupe ALe.400 en supprimant une tête aérodynamique et la remplacer par une façade plate. Cela a entraîné une réduction de la longueur totale de 28,86 à 27,67 mètres. La transformation n'a eu aucune incidence sur le marquage de l'unité, seules quelques différences esthétiques mineures permettent de distinguer l'Ale.402 des ALe.400.

## Utilisation
Les automotrices FS ALe.400 construites par Breda C.F. ont toujours été accompagnées d'au moins une remorque avec une tête aérodynamique en queue de rame et, très souvent, entre les deux, une remorque à façades plates, pour assurer l'intercirculation entre les voitures. Cela formait une rame de trois caisses, similaire aux ETR 200.
Les ALe.400 ont été affectées aux dépôts de Rome San Lorenzo et de Reggio de Calabre. Les ALe.400 assuraient les liaisons Milan-Bari, Rome-Ancône, Rome-Naples-Reggio de Calabre et Rome-Naples-Foggia.
À partir de 1962, les ALe.400 ont assuré les liaisons grandes lignes Rome-Bolzano, Rome-Bari et Rome-Venise pendant quelques années avant d'être remplacées par les nouvelles automotrices haut de gamme luxe ALe.601 en 1964.
Les FS ont alors décidé de transformer les ALe.400, pour une utilisation régionale, comprenant la suppression de la cuisine et du local à bagages. Le nombre de places assises passa ainsi à 78. La transformation des 8 automotrices se termina en 1969 et furent immatriculées Ale781.001 à 008.

## Caractéristiques techniques
Les automotrices ALe.400 sont dotées des mêmes bogies, équipements électriques et dimensions principales que les séries FS ALe 790 et ALe.880, avec une face avant aérodynamique profilée en forme de tête de vipère. Chaque unité comporte une cuisine, pour servir les repas à la place, située approximativement au milieu de la caisse. Les voyageurs disposent d'un local à bagages derrière la cabine du conducteur. Chaque unité est équipée de 4 moteurs 72 R-50 développant 92 kW de puissance, soit 376 kW au total.
Les unités ALe.400.001, 006, 008 et 009, bien qu'assez sérieusement endommagées, ont été reconstruites sans cuisine et immatriculées ALe.480 comportant 48 sièges jusqu'en 1961/62. Ces 4 automotrices ont été reconfigurées dans leur version originelle en 1961 et 1962, et ont assuré les liaisons de Rome vers Bolzano, Bari et Venise. Elles ont été remplacées, en 1964, par les plus modernes et luxueuses automotrices ALe.601.

## Transformation en ALe.781
Les 8 automotrices ALe.400 ont été converties en ALe.781 entre 1964 et 1969. Destinées à un service régional, les ALe.781 ne disposent ni de cuisine ni de soute à bagages. L'aménagement intérieur a permis de disposer de 78 sièges de 2e classe. Les unités ont assuré le service régulier dans cette configuration jusqu'à la fin des années 1990.
La conversion toucha également l'ALe.402, qui a est devenue ALe.782.001 en 1965, conservant ainsi une différence de marquage avec ses « sœurs ».
L'unité ALe.781.001 a été préservée et est conservée au Musée ferroviaire du Piémont.